# Diocesi di Aureliopoli di Lidia
La diocesi di Aureliopoli di Lidia (in latino Dioecesis Aureliopolitana in Lydia) è una sede soppressa del patriarcato di Costantinopoli e una sede titolare della Chiesa cattolica.

## Storia
Aureliopoli di Lidia, identificabile con Salihli (provincia di Manisa) nell'odierna Turchia, è un'antica sede episcopale della provincia romana della Lidia nella diocesi civile di Asia. Faceva parte del patriarcato di Costantinopoli ed era suffraganea dell'arcidiocesi di Sardi.
La diocesi è documentata nelle Notitiae Episcopatuum del patriarcato di Costantinopoli fino al XII secolo. In alcune Notitiae del X secolo la sede assume il nome di "Aureliopoli o Perikome", titolo già attestato al secondo concilio di Nicea.
Sono sei i vescovi attribuiti a questa antica diocesi. Antioco prese parte al primo concilio ecumenico celebrato a Nicea nel 325. Giovanni, benché il suo nome non appaia nelle liste di presenza, sottoscrisse in due occasioni le decisioni del concilio di Efeso nel 431. Ruffino sottoscrisse nel 458 la lettera dei vescovi della Lidia all'imperatore Leone I dopo la morte del patriarca Proterio di Alessandria. Nel 458/459 Eutropio aderì al decreto di Gennadio I di Costantinopoli contro i simoniaci. Teodoto (o Teodoro) era presente al concilio di Costantinopoli del 680/81 e a quello detto in Trullo nel 692. Nicola infine assistette al secondo concilio di Nicea nel 787.
Dal XIX secolo Aureliopoli di Lidia è annoverata tra le sedi vescovili titolari della Chiesa cattolica; la sede è vacante dal 30 dicembre 2004.

## Cronotassi

### Vescovi greci
- Antioco † (menzionato nel 325)
- Giovanni † (menzionato nel 431)
- Ruffino † (menzionato nel 458)
- Eutropio † (menzionato nel 458/459)
- Teodoto (o Teodoro) † (prima del 680 - dopo il 692)
- Nicola † (menzionato nel 787)

### Vescovi titolari
Catholic hierarchy attribuisce alla sede titolare di Aureliopoli di Asia una serie di vescovi del XVII e XVIII secolo, che probabilmente appartengono alla diocesi di Aureliopoli di Lidia. Infatti gli Annuari Pontifici dell'Ottocento e gli Annuaire Pontifical Catholique conoscono solo la sede di Aureliopoli di Lidia; inoltre, secondo Eubel, Mateusz Lipski, nominato nel 1823, succedette sulla sede di Aureliopoli di Lidia a Antonio Maria Ambiveri, l'ultimo della serie dei vescovi che Catholic hierarchy assegna a Aureliopoli di Asia. Per questi motivi si è preferito tenere unita la cronotassi in questa voce.
- Carlo Emanuele Madruzzo † (24 agosto 1622 - 4 gennaio 1630 nominato vescovo di Trento)
- Kaspar Münster, O.Carm. † (13 febbraio 1631 - 5 febbraio 1654 deceduto)
- Ägidius Gelenius † (29 novembre 1655 - 24 agosto 1656 deceduto)
- Johann Bischopinck † (9 luglio 1657 - 19 settembre 1667 deceduto)
- Philip Michael Ellis, O.S.B. † (28 gennaio 1688 - 3 ottobre 1708 nominato vescovo di Segni)
- Daniele Dolfin † (14 aprile 1715 - 13 agosto 1734 succeduto patriarca di Aquileia)
- Leopold Ludwig Wilhelm Ferdinand (Innozenz vom heiligen Leopold) von Kollonitz, O.C.D.[9] † (11 dicembre 1734 - 31 ottobre 1735 deceduto)
- Johann Anton (Innozenz von Maria Opferung) Strattmann, O.C.D.[10] † (3 marzo 1738 - 6 giugno 1753 deceduto)
- Antonio Maria Ambiveri † (3 aprile 1775 - circa 1782 deceduto)
- Mateusz Lipski † (24 novembre 1823[11] - 28 febbraio 1831 nominato vescovo di Minsk)
- Franz Anton Gindl † (30 settembre 1831 - 2 luglio 1832 nominato vescovo di Brno)
- Antonín Arnošt Schaaffgotsche † (11 luglio 1839 - 27 gennaio 1842 nominato vescovo di Brno)
- William (John Francis of Saint Teresa) Whelan, O.C.D. † (7 giugno 1842 - 13 dicembre 1876 deceduto)
- Jean-Pierre-Ignace Galfione, O.F.M.Cap. † (31 agosto 1880 - 19 dicembre 1881 deceduto)
- Joseph Colgan † (19 maggio 1882 - 25 novembre 1886 nominato arcivescovo di Madras)
- Edward Likowski † (17 marzo 1887 - 13 agosto 1914 nominato arcivescovo di Gniezno e Poznań)
- Hubert-Olivier Chalifoux † (30 settembre 1914 - 17 marzo 1922 deceduto)
- Giovanni de Oliveira Matos Ferreira † (11 dicembre 1922 - 29 agosto 1962 deceduto)
- Salvatore Asta † (13 ottobre 1962 - 30 dicembre 2004 deceduto)